# Dowagiac
Dowagiac [dəˈwɑːdʒæk] är en ort i Cass County i Michigan. Vid 2010 års folkräkning hade Dowagiac 5 879 invånare.

## Kända personer från Dowagiac
- Dickinson Bishop, affärsman
- David F. Cargo, politiker
- William Alden Smith, politiker
- Chris Taylor, brottare